# Saint-Vallier (Saône-et-Loire)
Saint-Vallier é uma comuna francesa na região administrativa de Borgonha-Franco-Condado, no departamento Saône-et-Loire. Estende-se por uma área de 24,22 km². Em 2010 a comuna tinha 8 788 habitantes (densidade: 362,8 hab./km²).